# Furești, Argeș
Furești este un sat în comuna Dobrești din județul Argeș, Muntenia, România.